# Gynoplistia (Gynoplistia) sculpturata
Gynoplistia (Gynoplistia) sculpturata is een tweevleugelige uit de familie steltmuggen (Limoniidae). De soort komt voor in het Australaziatisch gebied.